# Мирмович, Эдуард Григорьевич
Родился 15 марта 1940 года в г. Москве. Учёный, кандидат физико-математических наук (гео- космофизика), доцент (безопасность в чрезвычайных ситуациях), Действительный член Петровской академии наук и искусств, автор более 300 научных трудов, более 200 научно-популярных и общественно-политических статей в центральной и региональной дальневосточной прессе; создатель и руководитель Дальневосточной службы гелиогеофизических прогнозов в составе Гидрометеослужбы (1975-1982 гг.); заведующий Отделом физики околоземного пространства в НИИ ДВО АН СССР и ДВО РАН (1984-1989 гг.); депутат Хабаровского краевого Совета народных депутатов последнего созыва (1991-1994 гг.), помощник депутата Государственной Думы Комитета безопасности и обороны; работал в научно-образовательных и других структурах МЧС России на Дальнем Востоке (участие в организации ДВРЦ МЧС России) и Москве (ФЦ ВНИИ ГОЧС и АГЗ МЧС России) в должностях главного (ведущего) научного сотрудника (1992 - 2013 гг., с перерывом); инициатор, участник создания и научный редактор научного журнала МЧС России "Научные и образовательные проблемы гражданской защиты" (2007 - 2012 гг.); отмечен многочисленными Государственными и ведомственными МЧС России наградами, в т.ч. высшие Знаки МЧС России – Крест «За заслуги» и «Почётный Знак МЧС России»); автор большого числа прозаических и поэтических произведений, член Союза журналистов России (региональное отделение "Подмосковье").